# 開票
開票（かいひょう）とは、公的選挙やそれに類する選択行為全般において、投票された結果を集計することである。

## 日本における開票
公職選挙法が施行されて以降（1950年〈昭和25年〉4月15日以降）の日本では、同法の第61条から第74条にかけて記されている開票に関する規定に沿って開票が行われる。
開票所では選挙の開票に関する事務を行う開票管理者の下で、不正がないかどうかを監視する開票立会人が立ち会う中で開票作業が進められる。選挙の有権者は開票管理者の制限の中で開票作業を参観することができる。
公職選挙法第65条では開票日について「すべての投票箱が送致された日か翌日」としている。投票日の投票終了後に開票を始めることを「即日開票」と呼び、投票日の翌日に開票を始めることを「翌日開票」と呼ぶ。2000年代以降の国政選挙では原則即日開票が行われているが、地方選挙では、超過勤務手当が発生しないことから大きな経費節減効果がある翌日開票を選択する地方自治体もある。

## 開票作業
即日開票が行われる場合には、担当職員の健康問題に係ることもある。インドネシアで2019年4月17日に実施された大統領選挙では、開票中の選挙スタッフら412人が死亡。3600人以上が体調不良を訴えた。選挙管理委員会は、死亡原因の多くを酷暑下で行われた作業に伴う過労や熱中症であるとしている。